# Joey King
Joey Lynn King (n. 30 iulie 1999, Los Angeles) este o actriță americană cunoscută pentru roluri în filme ca Ramona și Beezus (2010), A naibii dragoste (2011), Grozavul și puternicul Oz (2013), Trăind printre demoni (2013), Alertă de grad zero (2013) și Ziua Independenței: Renașterea (2016).

## Viață personală
Joey King s-a născut în Los Angeles, California. Are două surori mai mari, actrițele Kelli și Hunter King. Joey a declarat că este „jumătate evreică și jumătate creștină, dar în cea mai mare parte evreică”.
Din 2017, King a fost într-o relație cu actorul australian Jacob Elordi, partenerul ei din filmul The Kissing Booth, dar s-au despărțit în 2019.

## Carieră
Înainte de a intra în industria cinematografică, Joey King a apărut în peste 100 de spoturi publicitare și a lucrat ca model pentru Life, o companie care comercializează cereale.
Prima apariție a lui Joey King într-un lungmetraj a fost în Acoperă-mi inima (2007), unde a avut ocazia să-i cunoască pe actori ca Adam Sandler, Don Cheadle, Jada Pinkett Smith, Liv Tyler și Donald Sutherland. Pe atunci avea doar șapte ani. Ea a fost vocea puiului de iac Katie din animația Horton (2008) și a castorului din Epoca de gheață 3: Apariția dinozaurilor (2009). În 2010, a fost invitată să apară în două episoade din serialul Mesaje de dincolo. A jucat, de asemenea, în două episoade din sitcomul Disney Channel Viața dulce a lui Zack și Cody. Alte apariții în seriale includ Anturaj, CSI: Crime și investigații și Mediumul.
Primul rol principal al lui King a fost în filmul Ramona și Beezus (2010), o adaptare după seria de cărți a scriitoarei americane Beverly Cleary. A jucat rolul Ramonei Quimby, sora mai mică a lui Beezus Quimby (Selena Gomez), rol care i-a consolidat decizia de a urma o carieră în actorie. Joey a lansat și un single pentru film, intitulat „Ramona Blue”.
În 2011, King a jucat rolul unei fetițe, Kirsten, în filmul Invadarea lumii: Bătălia Los Angeles. Tot în 2011 i-a fost oferit un rol în comedia romantică A naibii dragoste. De asemenea, a apărut în videoclipul piesei „Mean” a cântăreței Taylor Swift, interpretând rolul unei eleve respinse de colegii ei. Ulterior, a interpretat rolul unei tinere Talia al Ghul în cel de-al treilea film Batman al regizorului Christopher Nolan, Cavalerul negru: Legenda renaște (2012). În aceeași perioadă a apărut în serialele Bent și Viața cu Jess. În 2013, Joey a jucat în Grozavul și puternicul Oz, alături de James Franco și Michelle Williams, în Trăind printre demoni, alături de Vera Farmiga și Patrick Wilson și în Alertă de grad zero, alături de Channing Tatum și Jamie Foxx. În 2014 a apărut în Rolul vieții mele, alături de partenerul din Oz, Zach Braff, precum și în serialul Fargo, ca Greta Grimly, fiica polițistului Gus Grimly (Colin Hanks).

## Filmografie
| An                    | Titlu                                    | Rol                                      | Note                       |
| Film                  | Film                                     | Film                                     | Film                       |
| --------------------- | ---------------------------------------- | ---------------------------------------- | -------------------------- |
| 2006                  | Grace                                    | Grace                                    | Scurtmetraj                |
| 2007                  | Acoperă-mi inima                         | Gina Fineman                             | Necreditată                |
| 2008                  | Horton                                   | Katie                                    | Voce                       |
| 2008                  | Carantina                                | Briana                                   |                            |
| 2009                  | Epoca de gheață 3: Apariția dinozaurilor | Beaver                                   | Voce                       |
| 2010                  | Ramona și Beezus                         | Ramona Quimby                            |                            |
| 2011                  | Invadarea lumii: Bătălia Los Angeles     | Kirsten                                  |                            |
| 2011                  | A naibii dragoste                        | Molly                                    |                            |
| 2012                  | Cavalerul negru: Legenda renaște         | Tânăra Talia al Ghul                     |                            |
| 2013                  | Grozavul și puternicul Oz                | Fata în scaun cu rotile/Fata de porțelan |                            |
| 2013                  | Weekend în familie                       | Lucinda Smith-Dungy                      |                            |
| 2013                  | Trăind printre demoni                    | Christine                                |                            |
| 2013                  | Alertă de grad zero                      | Emily                                    |                            |
| 2013                  | The Eulogy of Ivy O'Connor               | Ivy O'Connor                             | Scurtmetraj                |
| 2014                  | Rolul vieții mele                        | Grace Bloom                              |                            |
| 2014                  | The Boxcar Children                      | Jessie                                   | Voce                       |
| 2014                  | The Sound and the Fury                   | Domnișoara Quentin                       |                            |
| 2015                  | Fro Yo a Go Go                           | Lucille                                  | Scurtmetraj                |
| 2015                  | Aurora boreală                           | Aurora                                   |                            |
| 2015                  | Stonewall                                | Phoebe                                   |                            |
| 2016                  | Age of the Moon                          | Marissa Blanco                           |                            |
| 2016                  | Ziua Independenței: Renașterea           | Sam                                      |                            |
| 2017                  | Jaf cu stil                              | Brooklyn Harding                         |                            |
| 2017                  | Wish Upon                                | Clare Shannon                            |                            |
| 2017                  | Smartass                                 | Freddie                                  |                            |
| 2018                  | Summer '03                               | Jamie                                    |                            |
| 2018                  | Zeroville                                | Zazi                                     |                            |
| 2018                  | Radium Girls                             | Bessie                                   |                            |
| 2018                  | The Boxcar Children: Surprise Island     | Jessie                                   | Voce                       |
| 2018                  | Slender Man                              | Wren                                     |                            |
| 2018                  | The Kissing Booth                        | Elle Evans                               |                            |
| Televiziune           |                                          |                                          |                            |
| 2006                  | Viața dulce a lui Zack și Cody           | Emily                                    | 2 episoade                 |
| 2007                  | Anturaj                                  | Fiica lui Chuck                          | 1 episod                   |
| 2007                  | Îngerul răzbunător                       | Amelia                                   | Film de televiziune        |
| 2007                  | Backyards & Bullets                      | Junie Garrison                           | Film de televiziune        |
| 2006–2008             | Jericho                                  | Sally Taylor                             | 3 episoade                 |
| 2008                  | Mediumul                                 | Kelly Mackenzie la 8 ani                 | 1 episod                   |
| 2007–2008             | CSI: Crime și Investigații               | Nora Rowe/Fetița                         | 2 episoade                 |
| 2009                  | Anatomy of Hope                          | Lucy Morgan                              | Film de televiziune        |
| 2010                  | Elevator Girl                            | Paige                                    | Film de televiziune        |
| 2010                  | Mesaje de dincolo                        | Cassidy Peyton                           | 2 episoade                 |
| 2012                  | Viața cu Jess                            | Brianna                                  | 1 episod                   |
| 2012                  | Bent                                     | Charlie Meyers                           | 6 episoade                 |
| 2014                  | Tată în stil american                    |                                          | Voce; 1 episod             |
| 2014                  | Outlaw Prophet: Warren Jeffs             | Elissa Wall                              | Film de televiziune        |
| 2014–2015             | Fargo                                    | Greta Grimly                             | 9 episoade                 |
| 2016                  | Robot Chicken                            |                                          | Voce; 1 episod             |
| 2016                  | Tween Fest                               | Maddisyn Crawford                        | 8 episoade                 |
| 2016                  | The Flash                                | Frankie Kane/Magenta                     | 1 episod                   |
| 2018                  | Camp                                     | Sarah                                    | Film de televiziune        |
| 2019                  | The Act                                  | Gypsy Rose Blanchard                     | 8 episoade                 |
| Videoclipuri muzicale |                                          |                                          |                            |
| An                    | Cântec                                   | Cântec                                   | Artist                     |
| 2010                  | „Ramona Blue”                            | „Ramona Blue”                            | Joey King feat. Kelli King |
| 2011                  | „Mean”                                   | „Mean”                                   | Taylor Swift               |

## Premii și nominalizări
| An   | Premii                                                 | Categorie                                                   | Lucrare                                  | Rezultat     |
| ---- | ------------------------------------------------------ | ----------------------------------------------------------- | ---------------------------------------- | ------------ |
| 2009 | Premiile Young Artist                                  | Cea mai bună performanță într-un serial                     | CSI: Crime și Investigații               | Nominalizare |
| 2009 | Premiile Young Artist                                  | Cea mai bună performanță într-un rol vocal                  | Horton                                   | Nominalizare |
| 2010 | Premiile Women's Image Network                         | Actriță în film de lung metraj                              | Ramona și Beezus                         | Nominalizare |
| 2010 | Premiile Young Artist                                  | Cea mai bună performanță într-un rol vocal                  | Epoca de gheață 3: Apariția dinozaurilor | Nominalizare |
| 2010 | Premiile Young Artist                                  | Cea mai bună performanță într-un serial (comedie sau dramă) | Anatomy of Hope                          | Nominalizare |
| 2011 | Premiile Young Artist                                  | Cea mai bună performanță într-un film de lung metraj        | Ramona și Beezus                         | Câștigat     |
| 2011 | Premiile Young Artist                                  | Cea mai bună performanță într-un serial                     | Mesaje de dincolo                        | Nominalizare |
| 2013 | Premiile Young Artist                                  | Cea mai bună performanță într-un film de lung metraj        | Cavalerul negru: Legenda renaște         | Nominalizare |
| 2014 | Premiile Behind the Voice Actors                       | Cea mai bună interpretare vocală feminină de către un copil | Grozavul și puternicul Oz                | Câștigat     |
| 2014 | Premiile Gotham                                        | Actor nou                                                   | Rolul vieții mele                        | Nominalizare |
| 2014 | Premiile Joey                                          | Actriță internațională (non-canadiană)                      | Alertă de grad zero                      | Nominalizare |
| 2015 | Premiile VIFF                                          | Cea mai bună actriță                                        | Aurora boreală                           | Câștigat     |
| 2016 | Premiile Festivalului Producătorilor de Film Canadieni | Cea mai bună actriță                                        | Aurora boreală                           | Câștigat     |